# Ханна (Вайоминг)
Ханна (англ. Hanna, Wyoming) — город, расположенный в округе Карбон (штат Вайоминг, США) с населением в 841 человек по статистическим данным переписи 2010 года.

## География
По данным Бюро переписи населения США город Ханна имеет общую площадь в 5,18 квадратных километров, водных ресурсов в черте населённого пункта не имеется.
Город Ханна расположен на высоте 2078 метров над уровнем моря.

## Демография
По данным переписи населения 2000 года в городе Ханна проживало 873 человека, 245 семей, насчитывалось 367 домашних хозяйств и 514 жилых домов. Средняя плотность населения составляла около 165 человек на один квадратный километр. Расовый состав города по данным переписи распределился следующим образом: 95,53 % белых, 0,11 % — азиатов, 2,52 % — представителей смешанных рас, 1,60 % — других народностей. Испаноговорящие составили 5,50 % от всех жителей города.
Из 367 домашних хозяйств в 27,2 % — воспитывали детей в возрасте до 18 лет, 53,7 % представляли собой совместно проживающие супружеские пары, в 9,0 % семей женщины проживали без мужей, 33,0 % не имели семей. 27,5 % от общего числа семей на момент переписи жили самостоятельно, при этом 12,3 % составили одинокие пожилые люди в возрасте 65 лет и старше. Средний размер домашнего хозяйства составил 2,38 человек, а средний размер семьи — 2,87 человек.
Население города по возрастному диапазону по данным переписи 2000 года распределилось следующим образом: 25,7 % — жители младше 18 лет, 6,0 % — между 18 и 24 годами, 23,6 % — от 25 до 44 лет, 30,1 % — от 45 до 64 лет и 14,7 % — в возрасте 65 лет и старше. Средний возраст жителей составил 42 года. На каждые 100 женщин в городе приходилось 105,9 мужчин, при этом на каждые сто женщин 18 лет и старше приходилось 96,7 мужчин также старше 18 лет.
Средний доход на одно домашнее хозяйство в городе составил 36 364 доллара США, а средний доход на одну семью — 39 219 долларов. При этом мужчины имели средний доход в 41 000 долларов США в год против 22 917 долларов среднегодового дохода у женщин. Доход на душу населения в городе составил 16 062 доллара в год. 18,4 % от всего числа семей в округе и 20,4 % от всей численности населения находилось на момент переписи населения за чертой бедности, при этом 29,6 % из них были моложе 18 лет и 7,5 % — в возрасте 65 лет и старше.